# 米勒斯堡 (伊利諾伊州)
米勒斯堡（英語：Millersburg）是位於美國伊利諾伊州默瑟縣的一個非建制地區。該地的面積和人口皆未知。

## 地理
米勒斯堡的座標為41°14′29″N 90°49′07″W / 41.24139°N 90.81861°W，而該地的平均海拔高度為224米（即735英尺）。